# Kenneth J. Grant
Kenneth J. Grant (1839 – 1932) è stato un missionario presbiteriano canadese che era uno dei padri fondatori della Chiesa presbiteriana di Trinidad e Tobago e fu fondatore dell'istruzione secondaria negli Indiani orientali [1].
Grant è nato a Scotch Hill, nella contea di Pictou, in Nuova Scozia. Nel 1854, iniziò a insegnare a Cape John, in Nuova Scozia, dopo aver ricevuto il certificato dei suoi insegnanti. In seguito iniziò a studiare teologia, frequentando la scuola a Truro, Nuova Scozia, [2] laureandosi nel 1859, [3] e anche a Princeton, nel New Jersey, fino a trasferirsi a Trinidad e Tobago nel 1870. [4] Qui iniziò a insegnare alla Sabbath School finanziata dal governo in Cicero Street, insegnando agli indiani locali [5] mentre lui stesso imparava anche l' hindi. [6] [ fonte auto-pubblicata ] Ha anche fondato il Naparima College nel 1894, la prima scuola secondaria sull'isola. La scuola presbiteriana di Grant Memorial a San Fernando è stata nominata in sua memoria. Il dottor Grant ha anche aiutato a fondare l' Hillview College, in suo onore una delle quattro case della scuola prende il suo nome, Grant House, con il suo colore blu. una sua foto può essere trovata appesa nell'edificio amministrativo.
Grant morì nel 1932 in Nuova Scozia. Il figlio di Grant, Thomas, era un importante uomo d'affari a Trinidad e Tobago e fondò T. Geddes Grant Ltd. I suoi nipoti Fred, e Sir Lindsay gestivano la compagnia, e Jackie e Rolph capitanavano la squadra di cricket delle Indie Occidentali .